# St. John’s Short Course
Der St John’s Short Course war eine temporäre Motorsport-Rennstrecke auf öffentlichen Straßen auf der Isle of Man. Sie hatte eine Länge von 15,85 mi (25,51 km) und wurde zwischen 1907 und 1910 als Austragungsort der Isle of Man TT verwendet, bevor diese ab 1911 auf den Snaefell Mountain Course verlegt wurde.

## Geschichte
Das erste größere Motorradrennen auf der Isle of Man fand 1905 auf einem etwa ca. 25 mi (40 km) langen Teil des Highroads Course statt. Mit der Einführung der Tourist Trophy wurde 1907 eine neue Strecke um St. John’s genutzt. 25 Fahrer starteten am 28. Mai 1907 zur ersten Tourist Trophy; nach über 4 Stunden gewann Charlie Collier auf Matchless-J.A.P. das Straßenrennen in der Klasse Single Cylinder und Rem Fowler auf Norton-Peugeot in der Klasse Twin Cylinder.
Die Isle of Man TT wurde noch zwei Mal auf dem St John’s Short Course ausgetragen, bis 1910 Bedenken bezüglich der hohen Geschwindigkeiten aufkamen. Das Rennen wurde daraufhin auf den heutigen Mountain Course verlegt.

## Die Strecke
Die 15,85 mi (25,51 km) lange Strecke führte über öffentliche Straßen. Start und Ziel lagen in St. John’s – das Fahrerlager befand sich am dortigen Pub Tynwald Inn und die Tafel der lokalen Schule wurde als Anzeigetafel verwendet. Von St. John’s aus verlief die Strecke östlich bis Ballacraine, wo sie in nördliche Richtung abbog und bis Kirk Michael verlief – der Abschnitt wird als Teil des Mountain Course heute noch für die TT genutzt. Von Kirk Michael aus verlief der Kurs entlang der Westküste der Insel nach Südwesten bis Peel, wo er nach Osten abbog und zurück nach St. John’s führte.